# Magny-Fouchard
Magny-Fouchard település Franciaországban, Aube megyében. Lakosainak száma 261 fő (2022. január 1.). Magny-Fouchard Longpré-le-Sec, Maison-des-Champs, Meurville, Montmartin-le-Haut, Puits-et-Nuisement, Spoy, Vauchonvilliers és Vendeuvre-sur-Barse községekkel határos.

## Népesség
A település népessége az elmúlt években az alábbi módon változott:
| Lakosok száma | 210  | 215  | 225  | 241  | 304  | 281  | 267  | 261  | 261  | 261  |
|               | 1968 | 1982 | 1990 | 2006 | 2013 | 2015 | 2017 | 2019 | 2020 | 2022 |